# Le P'tit Parigot
Pour les articles homonymes, voir Parigot (homonymie).
Pour plus de détails, voir Fiche technique et Distribution.
Le P'tit Parigot est le nom d'une série de films français en six épisodes tournés en 1926.
René Le Somptier en était le réalisateur avec Georges Biscot en vedette.

En mai 2025, sur le site de la Cinémathèque française est mis en ligne une version numérisée en 1982 par le CNC de la sauvegarde ainsi chapitrée :
- 1ère partie : Première Epoque (1 h 42 min)
- 2e partie : La Belle Inconnue (47 min)
- 3e partie : Le complot (49 min)
- 4e partie : Le mystère du Val d'Enfer (47 min)
- 5e partie : Zarka la sorcière (46 min)
- 6e partie : La loi des jeunes (40 min)

## Synopsis
Georges Grigny-Latour, dit le « P'tit Parigot », est capitaine de l'équipe de France de rugby à XV, mais son père, un riche notable professeur d'université, déteste le sport et souhaiterait que son fils se lance dans une carrière « sérieuse ». Pour arriver à ses fins, il va l'entraîner dans toute une série d'aventures et un complot assez farfelu.

## Fiche technique
- Réalisateur : René Le Somptier
- Scénario : Paul Cartoux, Henri Decoin
- Opérateurs : Morizet, Barreyre
- Régisseurs : Sainrat, Gantois
- Décors : Robert Delaunay
- Costumes : Sonia Delaunay, Philippe & Gaston

## Distribution (par ordre alphabétique)
| Acteur                   | Rôle                                     | partie 1 | partie 2 | partie 3 | partie 4 | partie 5 | partie 6 |
| Marcel Achard            | (caméo)                                  | *        |          |          |          |          |          |
| Georges Biscot           | Georges Grigny-Latour (le P'tit Parigot) | *        | *        | *        | *        | *        | *        |
| Marquisette Bosky        | Lucy Mesnil                              | *        | *        | *        | *        | *        | *        |
| Bouboule                 | Bouboule                                 |          | *        | *        | *        | *        | *        |
| Pauline Carton           | La tante Prudence                        | *        | *        |          | *        |          | *        |
| Henri-Amédée Charpentier | M. Mesnil, père de Lucy et de Bouboule   |          | *        |          | *        |          | *        |
| Suzanne Christy          | Melle Suzanne, soeur de Georges          | *        | *        |          | *        |          | *        |
| André Dubosc             | M. Anicet Grigny-Latour, père de Georges | *        | *        |          | *        |          | *        |
| Suzanne Lenglen          | (caméo)                                  | *        |          |          |          |          |          |
| Yves du Manoir           | (caméo)                                  | *        |          |          |          |          |          |
| Jeanne Marie-Laurent     | Mme Grigny-Latour                        | *        | *        |          |          |          | *        |
| Georges Melchior         | Robert de Monterval                      | *        | *        | *        | *        | *        | *        |
| Violetta Napierska (en)  | Gilberte d'Aragon                        | *        |          | *        |          | *        | *        |
| Pivolo                   | (caméo)                                  | *        |          |          |          |          |          |
| Mme Rosny                | Sidonie alias Bécassine                  |          | *        |          |          |          | *        |
| Suzanne Wurtz            | (caméo)                                  |          |          | *        |          | *        |          |